# Майкл Каннінгем
Майкл Каннінгем (англ. Michael Cunningham; нар. 6 листопада 1952, Цинциннаті,Огайо ) — американський письменник, твори якого часто містять ЛГБТ-тематику.

## Біографія
Своє дитинство провів у Пасадені, штат Каліфорнія. 1975 року Каннінгем здобув ступінь бакалавра з англійської літератури у Стенфордському університеті, а через п'ять років закінчив магістратуру Університету Айови. Наприкінці 1970-х його твори почали публікувати відомі американські літературні журнали (The New Yorker, Atlantic Monthly, Paris Review). 1989 року новела Каннінгема «Білий ангел» (White Angel), яка пізніше стала розділом у «Будинку на краю світу», потрапила до щорічної збірки найкращих американських оповідань.
У 1990 році Майкл Каннінгем опублікував свій перший відомий роман («нульовий роман», Golden States). Вийшло всього декілька примірників і за наполяганням автора, який вважає цей твір невдалим, роман більше не перевидається.
«Дім на краю світу» (A Home At the End Of the World) — це книга про двох молодих людей і жінку, що заплуталися у своєму коханні та бажаннях. 2004 року за мотивами роману Майкл Майєр знав однойменний фільм «Будинок на краю світу». Головну роль у цьому малобюджетному фільмі зіграв Колін Фаррелл.
Другий роман, «Плоть і Кров» («Flesh and Blood»; 1995 рік) — це сімейна сага про еміграцію, пошук себе, альтернативну культуру, гомосексуальність, СНІД і смерть.
Третій і найвідоміший роман письменника, «Години», побачив світ у 1998 році. Він розповідає про життя трьох жінок: знаменитої англійської письменниці Вірджинії Вульф, домогосподарки Лори Браун з Лос-Анджелеса 1950-х років і сучасної нью-йоркської лесбійки Клариси Воган, чиї долі химерно переплітаються з книгою Вірждинії Вульф «Місіс Делловей». Роман «Години» приніс Канінгему Пулітцерівську премію в 1999 році. 2002 року його з успіхом екранізував британський кінорежисер Стівен Долдрі, головні ролі в однойменному фільмі «Години» виконали Ніколь Кідман (премія «Оскар»), Джуліана Мур і Меріл Стріп. Самого Канінгема можна побачити в ролі перехожого біля квіткового магазину, де героїня Стріп купує букет квітів.
Книга «Вибрані дні» (Specimen Days) складається з трьох різножанрових частин, які пов'язує спільне місце розгортання події — Нью-Йорк, персонажі (чоловік, жінка, хлопчик) й фігура американського поета Волта Вітмена. Перша частина є містичною історією з епохи промислової революції, друга — трилер про Нью-Йорк після терористичної атаки 11 вересня. Події завершальної новели відбуваються в постапокаліптичному майбутньому.
В січні 2014 в Нью-Йорку вийшов шостий роман Канінгема «Снігова королева» (The Snow Queen).

## Особисте життя
Каннінгем заміжній за психоаналітиком Кеном Корбеттом. Живе в Нью-Йорку.

## Нагороди та премії

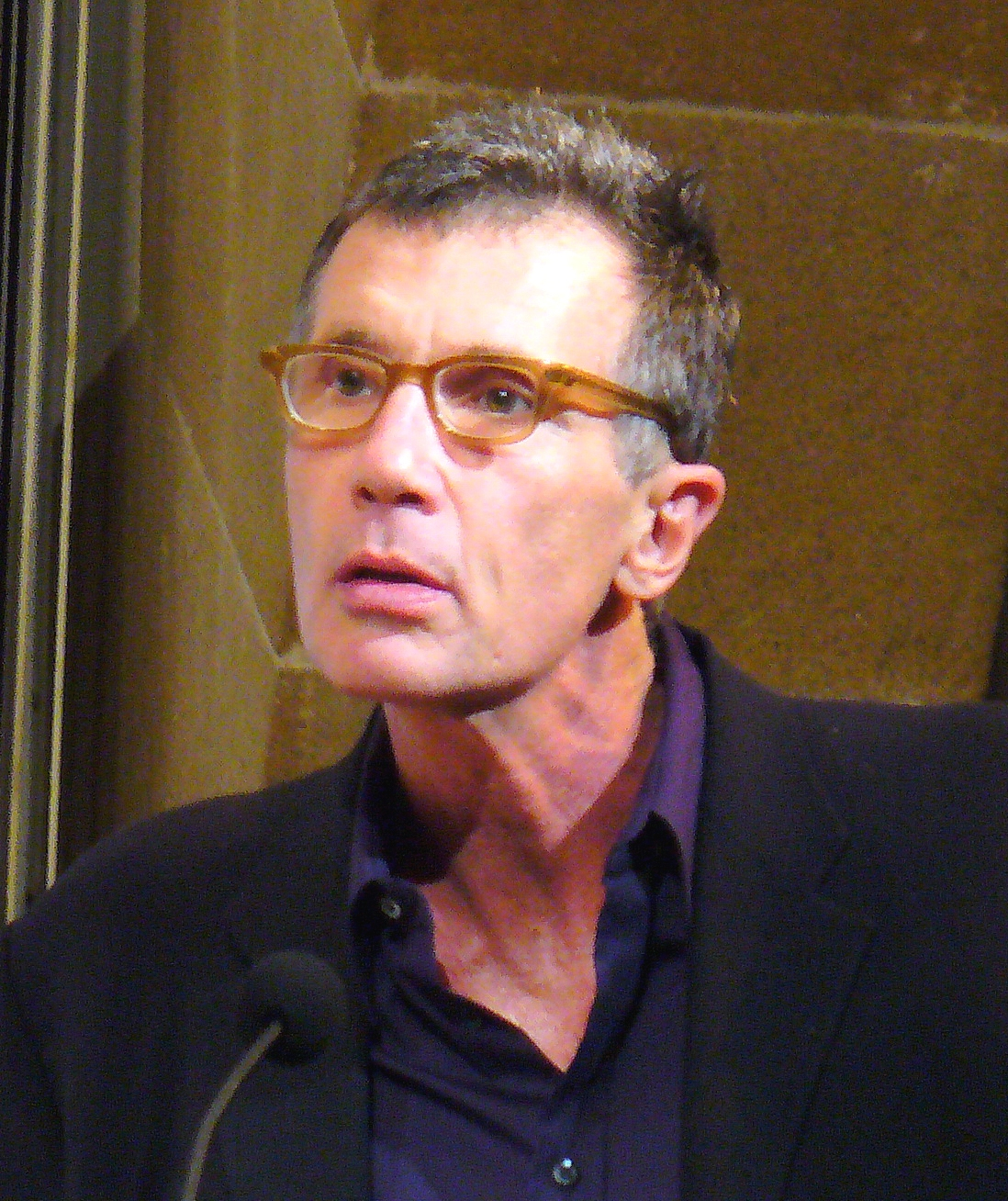
Майкл Канінгем

- 1982 рік — винагорода за національний вклад в товариство університету Айови;
- 1993 рік — Гугенхеймовська стипендія;
- 1999 рік — Пулітцерівська премія за художню літературу і Фолкнерівська нагорода (PEN/Faulkner Award 1999 р.) за роман «Години».

## Переклади українською
- Майкл Каннінгем. Години / пер. з анг. Оксана Постранська. — Харків : Vivat, 2017. — 224 с. — ISBN 978-617-690-498-4.
- Майкл Каннінгем. Дім на краю світу / пер. з анг. Ярослава Стріха. — Київ: Лабораторія, 2024. — 384 с. — ISBN 978-617-8367-50-3

## Електронні посилання
- Офіційний сайт Майкла Канінгема(англ.)